# Arthur Hauffe
Arthur Hauffe (* 20. Dezember 1892 in Wittgensdorf, Kreis Chemnitz; † 22. Juli 1944 bei Lemberg) war ein deutscher General der Infanterie im Zweiten Weltkrieg.

## Leben
Hauffe trat am 25. April 1912 als Fahnenjunker in das 2. Ober-Elsässische Infanterie-Regiment Nr. 171 ein und wurde dort am 18. Dezember 1913 zum Leutnant befördert. Mit Ausbruch des Ersten Weltkriegs kam er mit seinem Regiment an die Front. Ab 24. Juni 1915 war Hauffe als Bataillonsadjutant im Ersatz-Regiment Nr. 29 tätig. Dort wurde er dann ab 22. als stellvertretender, und ab 29. November 1915 als Regimentsadjutant verwendet. In dieser Stellung erfolgte am 27. Januar 1917 seine Beförderung zum Oberleutnant. Als solchen versetzte man ihn am 7. Dezember 1917 in den Generalstab des Oberbefehlshabers Ost und setzte Hauffe als Ordonnanzoffizier ein.
Nach Kriegsende erfolgte seine Übernahme in die Reichswehr. Hauffe diente auch in der Wehrmacht in verschiedenen Generalstäben und als Kommandeur. Am 1. August 1937 wurde er zum Oberst befördert. Ab dem 12. Oktober 1937 wurde er als Erster Generalstabsoffizier beim Generalkommando III eingesetzt. Zum 1. Mai 1939 wurde er Chef des Generalstabs beim Grenzschutzkommando Oberrhein und ab dem 26. September 1939 beim XXV. Armeekorps (Wehrmacht). Es folgte ab 15. Februar 1940 der Posten als Chef des Generalstabs beim XXXXVIII. Panzerkorps. Die Beförderung zum Generalmajor erfolgte am 1. Juni 1940. Vom 1. Juni 1941 bis zum 20. Januar 1943 war er Chef der Deutschen Militärmission in Rumänien. Die Beförderung zum Generalleutnant erfolgte am 1. Januar 1943. Vom 7. Februar bis 20. Juli 1943 war er Kommandeur der 46. Infanterie-Division. Vom 7. September 1943 bis 22. Juli 1944 war er Kommandeur des XIII. Armeekorps. Er wurde am 1. November 1943 zum General der Infanterie ernannt. Er geriet am 22. Juli 1944 bei Lemberg während der Lwiw-Sandomierz-Operation in sowjetische Kriegsgefangenschaft. Während des Marsches in die Gefangenschaft trat Hauffe auf eine Mine und wurde tödlich verletzt.

## Auszeichnungen
- Eisernes Kreuz (1914) II. und I. Klasse[2]
- Ritterkreuz II. Klasse des Albrechts-Ordens mit Schwertern[2]
- Ritterkreuz II. Klasse des Ordens vom Zähringer Löwen mit Schwertern[2]
- Ritterkreuz II. Klasse des Herzoglich Sachsen-Ernestinischen Hausordens mit Schwertern[2]
- Hanseatenkreuz Hamburg[2]
- Militärorden Michael der Tapfere III. Klasse am 14. Oktober 1941
- Ritterkreuz des Eisernen Kreuzes am 25. Juli 1943[3]
- Deutsches Kreuz in Gold am 11. April 1944[3]